# フォークト海岸

ブーベ島の地図。フォークト海岸は南部にある。

フォークト海岸（フォークトかいがん、ノルウェー語: Vogtkysten、英語: Vogt Coast）は、南大西洋の亜南極に浮かぶノルウェー領のブーベ島南部にある海岸である。海岸の名前はノルウェーの保守党の政治家ベンジャミン・フォークトの名前にちなんでつけられた。